# Катарза
Катарза (грч. καθάρσις [] = прочишћење) је ритуално очишћење од неке нечистоће.
Платон говори о смрти као о катарзи (одвајању) душе од тела. За Аристотела катарза је естетичко очишћење душе онога који посматра неко уметничко дело.
У психологији, катарза је сложени процес којим се потиснуте идеје доводе у свест а затим абреагују поновним преживљавањем или вербализацијом. Тиме се смањује тензија изазвана потиснутим патогеним искуствима и непријатним емоцијама повезаним са њима. Такође, може значити било који облик абреакције без обзира на њено психотерапијско значење. На овој претпоставци заснива се катартички метод.